# Fired Up
Fired Up – debiutancki solowy album studyjny brytyjskiej wokalistki Aleshy, byłej członkini zespołu Mis-Teeq. Płytę początkowo planowano wydać dnia 6 listopada 2006 za pośrednictwem wytwórni Polydor Records. Longplay promowany był dwoma singlami, kompozycjami "Lipstick" - pozycja #14 na notowaniu UK Singles Chart oraz "Knockdown" - miejsce #45 na tejże liście, jednak zaraz po wydaniu na rynek muzyczny ostatniego utworu prezentującego płytę plany wycofano.
Fired Up wydany został jedynie w Japonii dnia 20 lutego 2008. Jego lista utworów różniła się od oryginalnego, planowanego wydawnictwa w Wielkiej Brytanii. Kompozycje na krążek umiejscowione zostały na innych pozycjach, załączono premierową piosenkę "Voodoo" oraz wzbogacono album o dwa remiksy utworów singlowych.

## Lista utworów
1. "Hypnotik" (Alesha Dixon, Johnny Douglas, Nina Woodford)
2. "Lipstick" (Anders Bagge, Henrik Janson, Dixon, Peer Åström)
3. "Fired Up" (Dixon, Douglas, Woodford)
4. "Knockdown" (Dixon, Brian Higgins, Giselle Sommerville, Miranda Cooper, Shawn Lee, Tim Larcom)
5. "Superficial" (Dixon, Douglas, Woodford)
6. "Ting-A-Ling" (Dixon, Richard Stannard, Matthew Rowbottom)
7. "Free" (Bagge, Dixon, Vula, Åström)
8. "Everybody Wants to Change the World" (Craigie Dodds, J'Nay)
9. "Let It Go" (Dixon, Douglas, Judie Tzuke)
10. "Lil' Bit of Love" (Dixon, Douglas, Judie Myers)
11. "Turn It Up" (Paul Epworth)
12. "Everywhere I Go" (Dixon, Douglas, Estelle Swaray)
13. "Voodoo" (Craigie)
14. "Lipstick" (Agent X remix) (Bagge, Janson, Dixon, Åström)
15. "Knockdown" (K-Gee Heat remix) (Dixon, Higgins, Sommerville, Cooper, Lee, Larcom)

## Pozycje na listach
Sprzedaż według Oricon (Japonia)
| Data wydania   | Lista sprzedaży                         | Najwyższa pozycja | Sprzedaż w pierwszym tygodniu | Sprzedaż całkowita |
| -------------- | --------------------------------------- | ----------------- | ----------------------------- | ------------------ |
| 20 lutego 2008 | Oricon Weekly Album Chart               | #54               | 3.193                         | 12.728             |
| 20 lutego 2008 | Oricon Weekly International Album Chart | #14               | 3.193                         | 12.728             |